# 喜盐黄耆
喜盐黄耆（学名：Astragalus salsugineus）为豆科黄耆属下的一个种。

## 扩展阅读
- 維基物種上的相關：喜盐黄耆